# Caloecia denda
Caloecia denda är en fjärilsart som beskrevs av Druce 1894. Caloecia denda ingår i släktet Caloecia och familjen ädelspinnare. Inga underarter finns listade i Catalogue of Life.